# Gare de Fougerolles
La gare de Fougerolles est une gare ferroviaire française, fermée et désaffectée, de la ligne de Corbenay à Faymont située sur le territoire de la commune de Fougerolles, dans le département de la Haute-Saône en région Franche-Comté.

## Situation ferroviaire
Établie à 366 mètres d'altitude, la gare de Fougerolles était située au point kilométrique (PK) 102,393 de la ligne de Corbenay à Faymont, entre les gares de Corbenay et du Val-d'Ajol.

## Histoire

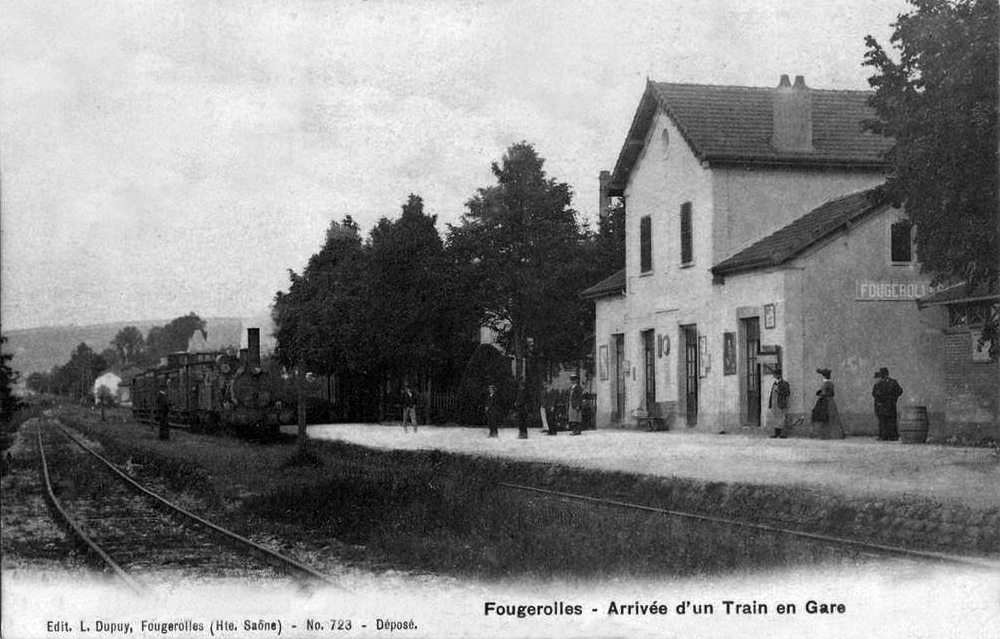
La gare au début des années 1900.